# Flughafen Huesca-Pirineos

i7
i11
i13
Der Flughafen Huesca-Pirineos (spanisch Aeropuerto de Huesca-Pirineos, IATA-Code: HSK, ICAO-Code: LEHK) ist ein Flughafen nahe der Stadt Huesca in Spanien. Der Flughafen wird zivil genutzt und durch Aena betrieben.
Der Flughafen wurde Anfang des 21. Jahrhunderts auf dem Grund eines Flugfeldes einer 1992 ins Militär aufgegangenen Fliegervereinigung neu errichtet. Im Jahr 2007 folgte die Eröffnung. Heute ist der Flughafen jedoch nur sehr schwach frequentiert und ausgelastet. Im Jahr 2009 war für den Flughafen das Jahr mit dem höchsten Fluggastaufkommen, dieses lag allerdings bei lediglich 6.228 Passagieren. Ein militärischer Nutzer ist die hier stationierte Guardia Civil, die dem Verteidigungsministerium zugeordnet ist. Im Februar 2011 wurde die kommerzielle Nutzung des neuen Flughafens eingestellt.

## Flughafenanlagen

### Start- und Landebahn
Der Flughafen Huesca-Pirineos verfügt über zwei Start- und Landebahnen. Die längere Start- und Landebahn 12R/30L ist 2.100 Meter land und 45 Meter breit. Die kürzere Start- und Landebahn 12L/30R ist 615 Meter lang und 12 Meter breit. Beide Start- und Landebahnen haben einen Belag aus Asphalt.

### Passagierterminal
Das Passagierterminal des Flughafens hat eine Kapazität von 300.000 Passagieren pro Jahr. Es ist mit zwei Flugsteigen ausgestattet.

## Verkehrszahlen
| Jahr  | Fluggastaufkommen | Flugbewegungen |
| ----- | ----------------- | -------------- |
| 2024* | 488               | 1.743          |
| 2023  | 276               | 1.336          |
| 2022  | 324               | 1.247          |
| 2021  | 1.229             | 2.432          |
| 2020  | 1.530             | 2.435          |
| 2019  | 622               | 9.198          |
| 2018  | 1.473             | 9.479          |
| 2017  | 257               | 7.758          |
| 2016  | 95                | 4.684          |
| 2015  | 242               | 2.633          |
| 2014  | 262               | 890            |
| 2013  | 273               | 1.640          |
| 2012  | 1.313             | 2.446          |
| 2011  | 2.781             | 3.452          |
| 2010  | 5.906             | 11.388         |
| 2009  | 6.228             | 21.441         |
| 2008  | 3.982             | 19.415         |
| 2007  | 1.386             | 9.380          |

* 2024: Vorläufige Daten